# 西格弗里德·罗赫
西格弗里德·罗赫（德語：Siegfried Roch，1959年3月26日—），德国男子手球运动员，场上位置是守门员。他曾代表西德参加1984年夏季奥林匹克运动会手球比赛，获得一枚银牌。